# Gyrodactylus pterigialis
Gyrodactylus pterigialis är en plattmaskart. Gyrodactylus pterigialis ingår i släktet Gyrodactylus och familjen Gyrodactylidae. Inga underarter finns listade i Catalogue of Life.